# Windisch Baumgarten
Windisch Baumgarten ist eine Ortschaft und eine Katastralgemeinde der Stadtgemeinde Zistersdorf im Bezirk Gänserndorf in Niederösterreich. Die Ortschaft hat 179 Einwohner (Stand 1. Jänner 2024). Bis Ende 1971 war Windisch Baumgarten eine eigenständige Gemeinde.

## Geografie
Das westlich von Zistersdorf gelegene Dorf befindet sich südlich an der Mistelbacher Straße, von der eine Nebenstraße in den Ort abzweigt.

## Geschichte
In einer Urkunde aus dem Jahr 1160 wird dieser Ort erstmals unter der Bezeichnung „Pongat“ erwähnt.
Aus einer 1930 abgeteuften Bohrung strömte am 30. August zunächst Erdgas und danach Erdöl – dies war die erste erfolgreiche Erdöl-Erkundung in Österreich.
Laut Adressbuch von Österreich waren im Jahr 1938 in der Ortsgemeinde Windisch Baumgarten ein Bäcker, das Bohrunternehmen Raky-Danubia, eine Gastwirtin, zwei Gemischtwarenhändler, eine Milchgenossenschaft, ein Schmied, eine Schneiderin, ein Schuster und ein Weinsensal ansässig.
Mit 1. Jänner 1972 wurden im Zuge der Niederösterreichischen Kommunalstrukturverbesserung die bis dahin selbständigen Gemeinden Blumenthal, Gaiselberg, Gösting, Großinzersdorf, Loidesthal, Maustrenk,
Windisch Baumgarten und Zistersdorf zu Zistersdorf fusioniert.

## Sehenswertes
Die 1726 errichtete Kapelle zeigt dem heiligen Laurentius geweihte Fresken.